# Ceramonema filipjevi
Ceramonema filipjevi är en rundmaskart som beskrevs av Benjamin G. Chitwood 1942. Ceramonema filipjevi ingår i släktet Ceramonema och familjen Ceramonematidae. Inga underarter finns listade i Catalogue of Life.